# اوک گروو، شهرستان پندلتون، ویرجینیای غربی
اوک گروو (به انگلیسی: Oak Grove) یک منطقهٔ مسکونی در ایالات متحده آمریکا است که در شهرستان پندلتن، ویرجینیای غربی واقع شده‌است.